# 大果钻地风
大果钻地风（学名：Schizophragma megalocarpum）为虎耳草科钻地风属下的一个种。

## 扩展阅读
- 維基物種上的相關：大果钻地风